# O.R. Tambo
O.R. Tambo is een district in Zuid-Afrika.
O.R. Tambo ligt in de provincie Oost-Kaap en telt 1.364.943 inwoners. Het district is vernoemd naar een voormalig secretaris-generaal van het ANC, Oliver Tambo.

## Gemeenten in het district[4]
- Koning Sabata Dalindyebo
- Mhlontlo
- Ngquza Hill
- Nyandeni
- Port St. Johns